# Zebda
Zebda és un grup de música francès format a Tolosa el 1985, actiu principalment entre 1990 i 2003 i a partir del 2008. Va tenir un gran èxit de públic i crítica amb els àlbums Le Bruit et l'Odeur (1995) i Essence ordinaire (1998). Compromesos activament amb el col·lectiu tolosà Tactikollectif, després d'uns anys de descans, durant els quals els membres del grup es van involucrar en projectes en solitari, la banda va retornar l'any 2008.
Realitzen una mescla de sons amb influències del punk, rock, reggae, raï, i fins i tot música tradicional i lleugera. Magyd Cherfi és qui ha escrit tots els textos de les seves cançons, excepte la lletra de Uneix vie de moins, que és de Jean-Pierre Filiu. Al costat de Manu Chao o Fermin Muguruza entre d'altres, encapçalen un compromís social dins de la música, per diverses causes.

## Història
Els components del grup es van conèixer quan l'Association Vitecri, una associació tolosana, comencés la filmació d'una pel·lícula, Salah, Malik: Beurs, on narra les perícies d'un grup de música en els seus inicis, el «Zebda Bird». Els seus intèrprets Magyd Cherfi, Pascal Cabero i Joël Saurin, tots del barri obrer de Tolosa Les Izards-Trois Cocus i nascuts a França, fills d'immigrants algerians. En finalitzar la filmació, el 1985, van crear realment el grup sota el nom de Zebda i s'hi van incorporar poc després Mustapha i Hakim Amokrane, Vincent Sauvage i Rémi Sanchez.
El nom escollit, zebda és una paraula àrab que significa mantega i que en francès (beurre) fonèticament sona igual que beur (àrab) en verlan, un mecanisme de l'argot francès i que s'usa en to despectiu a fills d'immigrants nord-africans nascuts a França.
Després de ser nomenats «Descobriment del Printemps de Bourges» el 1990, el grup va tenir el seu primer gran èxit el 1995 amb l'àlbum Le Bruit et l'Odeur, disc d'or. El 1999 la cançó «Tomber la chemise», de l'àlbum Essence ordinaire, es va convertir en la cançó de l'estiu; va aconseguir el primer lloc en el Top 50 de França durant tres setmanes seguides i va romandre en el rànquing 26 setmanes consecutives. L'àlbum va arribar a vendre centenars de milers d'exemplars a França i els van ser atorgats dos discos de platí.
Com a conseqüència d'aquest èxit, Zebda va rebre diversos premis el 2000. En els NRJ Music Awards, va ser triat com a Millor grup francòfon i «Tomber la chemise» va guanyar la nominació Millor cançó francòfona; també en els premis Victoires de la musique van ser guardonats com a Millor grup de l'any i, «Tomber la chemise», Millor cançó.
El 2002, amb l'àlbum Utopie d'occase l'èxit va ser menor encara que va arribar a ser disc d'or.
El 2003 van decidir separar-se temporalment per explorar altres projectes. Magyd Cherfi va publicar un àlbum en solitari en 2004 i Mouss et Hakim van treure el seu el 2005.
L'any 2008 el grup va tornar-se a reunir; van crear el festival setmanal tolosà La Pause Musicale amb una sèrie de concerts gratuïts, i van anunciar la presumpta aparició d'un nou àlbum, encara que era prematur per afirmar-ho.
El 2009, el grup crea un vídeo-clip, amb la cançó Jaurès de Jacques Brel, en homenatge al 150 aniversari del naixement de Jean Jaurès. El 14 i 15 d'octubre de 2011, el grup tornà als escenaris per primera vegada en vuit anys, en dos concerts al port de Caors; marquen l'inici d'una gira, la «Premier tour», i la confirmació del llançament de l'àlbum Second Tour.
El 4 de juny de 2013, Zebda anuncia la preparació d'un nou àlbum, Comme des cherokees, que va sortir a la llum a l'agost de 2014.

## Compromís polític
Els membres del grup Zebda reivindiquen un llegat comunista i el sentiment de treball en equip; les seves cançons transmeten el seu compromís social i polític. Per exemple, el títol de la seva cançó Le Bruit et l'Odeur està presa d'un discurs de Jacques Chirac el 1991 sobre les molèsties, sorolls i olors, que els immigrants «causaven» en els habitatges públics als «treballadors francesos».
Com a resultat d'aquest compromís polític van crear participar en un moviment ciutadà, el Motivé-e-s, present a les llistes electorals a diferents ciutats franceses per a les eleccions municipals de març de 2001 i que va obtenir, a Tolosa, el 12,38% dels vots, amb quatre escons en el consell municipal.
Durant la campanya de les eleccions presidencials franceses de 2012, François Hollande va visitar al grup en el festival Printemps de Bourges; després de la reunió, els components de Zebda van declarar públicament que preferien a aquest candidat abans que a Sarkozy, però cridaven al vot per Jean-Luc Mélenchon i manifestaven les seves simpaties cap a ell. Prèviament, a la llista de reproducció oficial d'Hollande en un bloc musical, apareixia l'himne de la Resistència francesa, Le Chant des partisans reinterpretat pels Motivé-e-s, és a dir, els membres de Zebda, entre altres cançons preferides pel llavors aspirant a president de França.
També l'any 2012, la cançó de protesta del grup, Une vie de moins, va provocar una gran controvèrsia dins l'opinió pública francesa sobre les condicions de vida a la franja de Gaza i va ser denunciada l'emissió per France Télévisions al costat del vídeo-clip que l'acompanya, pel Conseil Représentatif des Institutions juives de France. La lletra de la cançó havia estat escrita per Jean-Pierre Filiu, professor de l'Institut d'études politiques de Paris, amic dels components des que van oferir una sèrie de concerts a Damasc i Alep el 1998, on era diplomàtic en aquell moment.

## Altres compromisos i participacions
Els membres pertanyen al col·lectiu tolosà Tactikollectif; en el seu si van crear l'àlbum Motivés!, on versionen cançons de resistents, incloent «Chant des partisans», «Bella ciao», «El paso del Ebro» o «Nekwni S Warrach N Lezzayer», cançons revolucionàries, com «Hasta siempre, comandante» i cançons antifranquistes, com «L'estaca».
Organitzen els festivals "Ça bouge au nord" i "Ça bouge encore", i també pertanyen al grup 100% Collègues i han recolzat diverses causes socials, com a l'associació cultural de Perpinyà, La Bressola. Al llarg de la seva trajectòria, han participat en diversos concerts socials com el de 1996, en el que van actuar com a cap de cartell al costat de Negu Gorriak, Dut, Ice-T & Body Count, dins les jornades organitzades per les associacions juvenils de l'esquerra abertzale, Gazteriak i Jarrai.
Han participat a diversos àlbums com l'esmentat en homenatge a Jacques Brel el 1998, amb la versió de la cançó «Jaurès»; en 1999 en l'àlbum Identités de Idir, amb «Un homme qui n'a pas de frère...», van compondre la banda sonora del documental Le Bruit, l'Odeur et Quelques Étoiles (2002). Han versionat la cançó de The Clash «Police Is on My Back» a duo amb Asian Dub Foundation per a l'àlbum tribut a la banda britànica, White Riot Vol. One A Tribute To The Clash (2002), la cançó «Vingt ans» per l'àlbum homenatge a Léo Ferré, Avec Léo (2003) o la cançó «C'est ici...» a l'àlbum On n'est pas là pour es faire engueuler! (2009), en homenatge a Boris Vian.

## Premis i distincions
- Victoires de la musique (2000):

Millor grup
Millor cançó per «Tomber la chemise»
- NRJ Music Awards (2000)

Millor grup francòfon
Millor cançó francòfona

## Discografia
| Any  | Títol i cançons | Format  | Segell discogràfic                |
| ---- | --- | ------- | --------------------------------- |
| 1985 | - Oualdi - Oualou | Sencill | Association Vitecri               |
| 1989 | Des mots crasseux - Cadence - Des mots crasseux                                                                                                  | Sencill | Mustang Concert                   |
| 1989 | Carte nationale d'identité - CNN - Arabadub - Oualdi - Singin' Rubadub - La Franche (au chaud) - Baïonnettes - La Bague à Danièle - Maladiou Rel | K7      | Independent                       |
| 1989 | Zebdomania - Arabadub - Baïonnette - Briti - Fucking Dub - Tomba - D'Ève à Lise - Live                                                           | K7      | Independent                       |
| 1990 | La France - Pas le Temps - La France - Oualdi - Singin' - La Bague à Danièle - Militant 3 Étoiles - Baïonnette - D'Ève à Lise - Arabadub         | K7      | Independent /Printemps de Bourges |

Àlbums d'estudi
- L'Arène des rumeurs (1992)
- Le Bruit et l'Odeur (1995)
- Essence ordinaire (1998)
- Utopie d'occase (2002)
- Second Tour (2012)
- Comme des cherokees (2014)

Àlbums en directe
- La Tawa (2003)
- Pla d'occupation du sol (2012)

Senzills
- Toulouse (1996)
- Le Bruit et l'Odeur (1996)
- Tomber la chemise (1999)
- Y'a pas d'arrangement (1999)
- Oualalaradime (2000)
- L'erreur est humaine (2002)
- Le Dimanche autour de l'église (2012)
- Els petits pas de danse (2014)

Uns altres
- Motivés!, autogestionat.